# Freiprotestanten
Die Freiprotestanten gehören der freireligiösen Bewegung an. Ihren regionalen Schwerpunkt hatten sie in Rheinhessen. 

## Geschichte
Die freiprotestantische Bewegung formierte sich 1876 als Reaktion auf die geänderten Kirchenverfassung der Evangelischen Landeskirche im Großherzogtum Hessen, mit der erstmals Kirchensteuern eingeführt werden sollten. 1878 zählten die Freiprotestanten 4779 Mitglieder. 1886 schlossen sie sich für wenige Jahre dem Bund Freireligiöser Gemeinden Deutschlands (BFGD) an.  
Heute verweisen die Freie Religionsgemeinschaft Alzey in Rheinhessen (Humanistische Gemeinde Freier Protestanten) und die Unitarier – Religionsgemeinschaft freien Glaubens auf ihre Wurzeln in der freiprotestantischen Bewegung.

## Bedeutende Freiprotestanten
Balthasar Matty war ihr erster Pfarrer. Ihm folgten später Christian Elßner und Rudolf Walbaum nach.